# Kucharz gastronom
Kucharz gastronom — польская кулинарная книга, предназначенная для предприятий общественного питания и изданная в Варшаве Издательством легкой и пищевой промышленности. Первое издание вышло в 1963 году, второе — в 1965, третье — в 1968.
Kucharz gastronom соединил в себе черты учебника и кулинарной книги. Книга устанавливала стандарт приготовления блюд в период ПНР и была обязующей для предприятий общественного питания, в результате чего они готовили по общей рецептуре.

## Содержание
Наряду с Kuchnia polska, книга была наиболее значительным произведением по своей тематике в Польше. В предисловии к третьему выпуску указано, что книга не является ни попыткой централизованного навязывания рецептов, ни сборником рецептов польской гастрономии; а наоборот, способствует децентрализации кулинарных рецептов. В издании приведены также правила диетического питания.
Книга разделена на три части. Первая посвящена истории кулинарного искусства, организации питания и оборудованию в предприятиях общественного питания. Во второй части описывается технология приготовления блюд на предприятиях общественного питания. Третью части книги занимает описание кухонь других народов и избранные рецепты, с особым акцентом на французскую и русскую кухни, так как авторы исходили из предположения, что польская кухня берет больше всего из этих кухонь. В каждом рецепте приводится количество ингредиентов, необходимых для изготовления 1 кг блюда, для супа — на 10 литров, а небольших блюд, например, бутербродов — на 10 порций.

## Авторы
Книга написана коллективом авторов. Михал Бениславский написал главы «О кулинарном искусстве» и «Исторический очерк о развитии предприятий общественного питания в Европе, расписание и время еды». Редакцию второго издания (1965) произвел Мариан Ничман, цветные заставки нарисовал Тадеуш Билиньский, а рисунки — Тадеуш Двожаньский. Над третьим изданием (1968) работали: Михал Баниславский, Мариан Ничман, Брунон Сикорский, Ирена Олесиньская, Александра Мартиновская, Эмиль Павловский, Анна-Мария-Езерская, Михал Ольшевский, Захарий Менжиньский, Феликса Стажиньская, София Завистовская, Тадеуш Клоссовский, Ядвига Гжелская и Мария Юркевич. Предисловие написал министр внутренней торговли Эдвард Шнайдер.